# (55561) Madenberg
(55561) Madenberg est un astéroïde de la ceinture principale.

## Description
(55561) Madenberg est un astéroïde de la ceinture principale. Il fut découvert le 9 janvier 2002 à Desert Moon par Berton L. Stevens. Il présente une orbite caractérisée par un demi-grand axe de 2,28 UA, une excentricité de 0,14 et une inclinaison de 5,7° par rapport à l'écliptique.

## Compléments